# Anne-Thérèse de Savoie-Carignan
Pour les articles homonymes, voir Carignan.
Anne-Thérèse de Savoie-Carignan (1er novembre 1717 – 5 avril 1745) est une princesse de Savoie. Elle est la seconde épouse de Charles de Rohan-Soubise, maréchal de France et ami de Louis XV. Elle est connue sous le nom d'Anne-Thérèse de Savoie.

## Biographie
Née à l'hôtel de Soissons à Paris, elle est membre de la maison de Savoie. Son père, Victor-Amédée Ier de Savoie-Carignan, est le petit-fils de Thomas de Savoie-Carignan. Sa mère est Marie-Victoire de Savoie, fille illégitime de Victor-Amédée II de Savoie, roi de Sicile, et de sa maîtresse Jeanne-Baptiste d'Albert de Luynes.
Elle grandit à Paris, ses parents fuyant la cour de Savoie en raison des dettes contractées par son père dans cet État. Ses parents arrivent à Paris pendant la Régence (1715-1723), durant la minorité de Louis XV. Elle est aussi la tante de la future Madame de Lamballe ainsi qu'une proche cousine de Louis XV.
Sa mère intrigue avec succès pour assurer de bons mariages à ses deux enfants survivants ; le seul frère d'Anne-Thérèse ayant survécu, Louis-Victor de Savoie-Carignan épouse Christine-Henriette de Hesse-Rheinfels-Rotenbourg, plus jeune sœur de la future reine de Sardaigne. Anne-Thérèse épouse quant à elle un membre de la maison de Rohan, l'une des plus puissantes et plus extravagantes familles de la cour de France.
Son mari, Charles de Rohan-Soubise, est veuf d'Anne-Marie-Louise de La Tour d'Auvergne, une petite-fille de la célèbre Marie-Anne Mancini. Charles de Rohan-Soubise, prince de Soubise, duc de Rohan-Rohan, seigneur de Roberval et maréchal de France depuis 1758, était un militaire, ministre d'État de Louis XV et de Louis XVI, et un libertin célèbre. Orpheline à l'âge de neuf ans, sa plus jeune sœur Marie-Louise de Rohan est plus tard connue sous le nom de Madame de Marsan comme femme de Gaston de Lorraine.
Le couple se marie au vieux château des Rohan dans la ville de Saverne le 6 novembre 1741. La cérémonie est présidée par Armand de Rohan-Soubise, évêque de Strasbourg et frère de Charles. Anne-Thérèse a une belle-fille, Charlotte de Rohan, future épouse de Louis V Joseph de Bourbon-Condé et grand-mère du duc d'Enghien, par la suite assassiné.
Anne-Thérèse meurt en couches à l'hôtel de Soubise. En décembre 1745, son mari convole en troisième noces avec Victoria de Hesse-Rotenbourg, nièce de la future princesse de Condé. La nouvelle femme de Charles, moins amoureuse que lui, s'enfuit en volant 900 000 livres au prince; elle est arrêtée sur ordre de Louis XV et renvoyée dans sa famille avec une pension de 24 000 livres.

## Descendance
| Nom                                    | Portrait | Vie                                  | Notes |
| -------------------------------------- | -------- | ------------------------------------ | --- |
| Victoire de Rohan Princesse de Guéméné |          | 28 décembre 1743 – 20 septembre 1807 | Née à l'Hôtel de Soubise, elle épouse Henri-Louis-Marie de Rohan avec qui elle aura une descendance. Elle est la gouvernante de Madame Royale et du Dauphin, enfants de Louis XVI et de Marie Antoinette d'Autriche. |